# Roșiești (gmina)
Roșiești – gmina w Rumunii, w okręgu Vaslui. Obejmuje miejscowości Codreni, Gara Roșiești, Gura Idrici, Idrici, Rediu, Roșiești i Valea lui Darie. W 2011 roku liczyła 3151 mieszkańców.